# Центр правосудия за конституционные свободы
Центр правосудия за конституционные свободы (JCCF) — канадская правозащитная организация, поддерживающая социально-консервативный подход к канадскому конституционному праву, в частности, к Канадской хартии прав и свобод. Организация описывает себя как беспартийную, но при этом сотрудничает с несколькими правыми сторонниками в Соединенных Штатах и участвует в мероприятиях социально-консервативного характера.
Центр принимал участие в таких судебных исках, как Аллен против Альберты, Уилсон против Университета Калгари, Янив против Различных салонов восковой эпиляции, а также в исках против запрета отдельных индивидуальных номерных знаков на автомобили. Центр также выступил в качестве независимой третьей стороны («интервента») в судебных исках от имени Западного университета Тринити, который отстаивал сохранение своих внутренних правил, ущемлявших права гомосексуалов, а также от имени ультраправого новостного агентства Альберты Rebel News. В 2021 году основатель центра Джон Карпей взял отпуск, а затем ушел в отставку после того, как выяснилось, что он нанял частного детектива для слежки за главным судьёй Манитобы Гленном Джоялом, который вел дело, возбужденное по иску Центра.
Центр был одним из ключевых организаторов «конвоя свободы» в Канаде в январе-феврале 2022 г., обеспечивая его юридическую поддержку.

## История
Организацию основал в 2010 году в Калгари, Альберта, Джон Карпей, бывший провинциальный директор Канадской федерации налогоплательщиков Альберты и бывший кандидат от федеральной Партии реформ и провинциальной Партии дикой розы, которая позже влилась в состав Объединенной консервативной партии,

## Крупные судебные дела
Центр правосудия участвовал в юридических тяжбах во всех провинциях Канады, кроме Квебека, в Суде королевской скамьи Альберты, Суде королевской скамьи Манитобы и Верховном суде Онтарио.

### Аллен против Альберты
Иск Аллен против Альберты оспаривал монополию правительства Альберты на медицинское страхование в провинции (в вопросах обращения за лечением за пределами провинции). Его выдвинула Дарси Аллен, которая решила заплатить 77 000 долларов за операцию по лечению хронических болей в спине в Монтане, вместо того, чтобы ждать лечения в Альберте. Это дело во многом напоминало дело Chaoulli v Quebec (AG) 2005 года, когда Верховный суд Канады постановил, что государственная монополия на медицинское страхование в сочетании с чрезвычайно длинными списками ожидания до предоставления медицинской помощи является нарушением права человека на жизнь, свободу и безопасность, которые гарантируются разделом 7 Канадской хартии прав и свобод.
Суд королевской скамьи вынес решение против Аллен 31 марта 2014 года.

### Уилсон против Университета Калгари
Клуб противников абортов в Университете Калгари устроил графическую инсталляцию (9-ю по счету в деятельности группы) в рамках «Проекта повышения осведомленности о геноциде», которая иллюстрировала результаты аборта наряду с историческими злодеяниями, такими как Холокост и геноцид в Руанде, что стало причиной скандала. Сотрудники службы безопасности университета потребовали, чтобы студенты развернули графические фрагменты инсталляции вовнутрь, подальше от прохожих. Когда восемь студентов, устроивших выставку, отказались подчиниться, университет возбудил против них дело о проступке, нарушающем академическую этику. Вице-ректор школы постановил, что действия представляют собой проступок, и наказал учеников официальным письменным предупреждением.
Это наказание было обжаловано в Совете управляющих Университета Калгари, который отказался рассматривать апелляцию и оставил решение в силе. Затем студенты потребовали, чтобы Суд Королевской скамьи принудил Совет управляющих к приёму апелляции на первоначальное решение. В апреле 2014 года суд постановил, что в отказе Совета управляющих от рассмотрения апелляции студентов «[отсутствовали] обоснованность, прозрачность и понятность», и приказал совету рассмотреть апелляцию студентов.

### Иски о номерных знаках 2019 года
В 2019 году Центр правосудия представлял интересы трёх человек в делах, связанных с аннулированием номерных знаков из-за жалоб, — двух в Манитобе и одной в Новой Шотландии. Джон Карпей заявил, что если бы центр не вмешался, «мы бы приблизились к обществу, в котором закон стоял бы на страже персональных обид, а это означало бы уменьшение свободы выражения мнений». «Канадская ассоциация гражданских свобод» (CCLA) выразила поддержку истцам в этих делах.
В Манитобе спорные номерные знаки содержали следующие спорные тексты:
- «ASIMIL8», выпущенный для поклонника «Звездного пути»,
- «NDN CAR», выпущенный для владельца из числа коренных народов в связи с песней NDN Kar Кита Секолы.

В октябре 2019 года Суд Королевской скамьи Манитобы оставил в силе решение Государственного страхования Манитобы отменить регистрацию «ASIMIL8» из-за ассоциации этого слова с насильственной ассимиляцией коренных народов. С другой стороны, между владельцем и государственной страховой компанией Манитобы было достигнуто соглашение о возврате номерного знака «NDN CAR» его владельцу.
В Новой Шотландии спорный знак содержал текст «GRABHER», что вызвало споры, поскольку фамилия водителя автомобиля, Лорн Грабхер, напоминала фразу «хватай её» (англ. grab her). Решение Верховного суда Новой Шотландии оставило в силе решение провинциального суда об отзыве номерного знака.

### Янив против Различных салонов восковой эпиляции
В 2019 году Центр правосудия представлял интересы пяти косметологов в деле Янив против Различных салонов восковой эпиляции перед Трибуналом по правам человека Британской Колумбии. Заявительница, Джессика Янив, трансгендерная женщина, подала жалобу на дискриминацию в отношении 13 салонов восковой эпиляции, утверждая, что они отказались предоставить ей бразильскую восковую эпиляцию якобы на том основании, что она была трансгендерной. В ответ на жалобы несколько косметологов заявили, что им либо не хватало необходимой подготовки для восковой эпиляции мужских гениталий, либо им было неудобно делать это по религиозным или личным причинам. Трибунал вынес решение против Янив и обязал её выплатить 6000 долларов в качестве компенсации поровну между тремя поставщиками услуг. В постановлении содержалась критика Янив, в которой говорилось, что она «нацелилась на малый бизнес, сфабриковала условия для жалобы о нарушении прав человека, а затем использовала эту жалобу, чтобы добиться финансового урегулирования от сторон, которые не соответствовали её завышенным требованиям и вряд ли могли обеспечить себе надлежащую защиту», и предупредил её о злоупотреблении законом о правах человека, в частности, в качестве «оружия» для «наказания» маргинализированных женщин (по расовым причинам) или для извлечения финансовой выгоды по надуманным поводам. 7 января 2020 г. Центр правосудия объявил, что представляет другой салон в дополнительной жалобе, поданной Янив в начале октября 2019 года. В сентябре 2020 года было объявлено, что Янив отозвала свои жалобы на эти салоны. 

## Процессы с участием в качестве третьего лица
Центр правосудия выступал в качестве третьего лица (вмешивающегося третьего лица) в нескольких судебных делах, связанных с вопросами конституционных прав таких групп, евангельские христиане, противники абортов или другие группы, которые считали, что их религиозные ценности были ущемлены. Центр также вмешивался в дела, касающиеся защиты свободы слова; законодательства об огнестрельном оружии и о защите интересов родителей, которые не хотели, чтобы их дети обращались за операцией по смене пола или гормональным лечением для облегчения гендерной дисфории. Выступая в качестве посредника, Центр правосудия может отстаивать свою позицию по юридическим вопросам, поставленным перед судом, фактически не являясь официальным юрисконсультом для лиц и организаций, от имени которых вмешивался Центр правосудия.

### Западный университет Тринити
В 2012 году частная евангелическая школа Trinity Western University (TWU) подала заявку о создании собственной юридической школы (факультета). Несколько групп возразили против создания этой юридической школы из-за Соглашения о сообществе TWU, то есть внутреннего кодекса поведения, который был обязательным для всех студентов университета. В отличие от кодексов поведения во многих университетах по всей Канаде, Соглашение о Сообществе TWU требует явного принятия евангельских этических рамок, включая запрет на сплетни, вульгарную лексику, порнографию и сексуальное поведение, «которое нарушает священность брака между мужчиной и женщиной».
В результате противодействия Соглашению о Сообществе члены Общества юристов Верхней Канады (ныне Общество юристов Онтарио), Общества юристов Британской Колумбии и Общества адвокатов Новой Шотландии проголосовали за отказ в аккредитации юридической школы. Это препятствовало автоматическому допуску выпускников к юридической практике в этих трех провинциях, хотя они все ещё сохраняли праву на подачу индивидуальных заявок в общество после окончания учёбы.
Центр правосудия выступал в качестве посредника в делах Trinity Western University против Общества адвокатов Новой Шотландии (суд вынес решение в пользу TWU), Trinity Western University против Юридического общества Верхней Канады (суд вынес решение в пользу последнего) и Trinity Western University против Юридического общества Британской Колумбии (суд вынес решение в пользу TWU).
Решения Онтарио и Британской Колумбии были обжалованы в Верховном суде Канады, и в обоих случаях вмешался Центр правосудия. 15 июня 2018 года Верховный суд вынес решение в пользу юридических обществ большинством 7-2 по делам Trinity Western University против Юридического общества Верхней Канады и Юридическое общество Британской Колумбии против Trinity Western University. В большинстве решений говорилось, что Соглашение о сообществе TWU будет препятствовать ЛГБТ-студентам в посещении предлагаемой юридической школы и что равный доступ к юридическому образованию, разнообразие в юридической профессии и недопущение вреда ЛГБТ-студентам отвечают общественным интересам.

### Rebel News Network Ltd против Альберты (комиссар по выборам) 2020 г.
Суды Альберты отклонили заявление JCCF о вмешательстве в конституционный иск правоконсервативного медиа-центра Rebel News Network.

## Индекс свободы кампуса
JCCF создал Индекс свободы кампуса, в котором каждый год Центр оценивает около 52 канадских университетов, используя буквенный рейтинг (от высшего балла A до низшего F) их «политики и действий по защите свободы слова». По данным The Chronicle Herald, в 2014 году рейтинг JCCF за 2014 год присвоил рейтинг F 13 канадским университетам и профсоюзам. По данным JCCF, из этих 13 три «активно подвергали цензуре противоречивые или непопулярные речи в кампусе», а у десяти «не было признаков отхода от прежней практики».
Согласно обзору National Post, опубликованному 5 ноября 2012 г. Карпеем и Майклом Кеннеди, канадские университеты и студенческие союзы получают неудовлетворительную оценку в Индексе свободы кампуса JCCF за соблюдение принципов свободы слова.
Должностные лица Университета Райерсона получили низкий балл в Индексе свободы кампуса JCCF за 2012 год. В ответ университет заявил, что Индекс не учитывает правовые положения о борьбе с разжиганием ненависти в соответствии с федеральными законами и законами провинций.
В ответе на ежегодный индекс за 2014 год президент Союза студентов Кейп-Бретонского университета Брэндон Эллис заявил, что они больше не отвечают на звонки JCCF. Эллис сказал, что формуляр, который JCCF ежегодно рассылает университетам и профсоюзам, «очень политически мотивирован». Студенческий союз заполнил их в предыдущие годы". В 2014 году Эллис заявил: «Я просто не хотел, чтобы наш студенческий союз участвовал в этом».
В 2014 году Университет Дэлхаузи, который занимает 15-е место в рейтинге исследовательских университетов в Канаде, получил рейтинг F по индексу свободы кампуса вместо предыдущего рейтинга D «из-за его поддержки инициативы об отказе университета от инвестиций в ископаемое топливо».
Кейп-Бретонский университет (CBU) в 2014 году получил рейтинг F в Индексе за штраф в размере 2100 канадских долларов в 2006 году, который он наложил на Дэвида Джорджа Муллана — рукоположенного баптистского священника, который преподавал историю и религиоведение в CBU с 1989 по 2016 год, за дискриминацию сообщества GLBTQ. 15 февраля 2006 года Муллан разместил на своей университетской веб-странице содержание электронного письма студента, который в то время был координатором Центра разнообразия CBU, изменив написание с Diversity Center на Perversity Center (Центр извращенности). Сообщение на веб-сайте содержало личную контактную информацию и место работы координатора по разнообразию. Муллан также опубликовал фотографию, на которой он держит автоматическое оружие с надписью Nemo me impune lacessit — «Никто не оскорбит меня безнаказанно». В 2004 году Муллан опубликовал серию писем, которые он написал епископу англиканской церкви Канады, критикуя изменение позиции англиканской церкви по отношению к гомосексуализму. Англиканская церковь была разделена после назначения в 2003 году первого американского англиканского епископа, открытого гея, Джина Робинсона. Также Муллан был замешан в инциденте 2006 года, когда профессор связи Кейп-Бретонского университета (CBU) Селеста Саллиман потребовала выдать судебный ордер на принуждение последнего к прекращению провокационных действий после того, как он опубликовал её имя и её отдел в «списке готовых к смерти» в своем «Блоге медведя». Студенты Саллиман сорвали занятия в CBU в Международный женский день в марте 2006 года. В низком индексе свободы кампуса CBU за 2014 год этот штраф в 2006 году был указан как причина для рейтинга F.

## Иск о конституционности ограничений общественного здравоохранения COVID-19
Карпей подал иск в мае 2020 года, оспаривая конституционность законопроекта 2, внесенного во время премьерства Джейсона Кенни, который был принят в ответ на пандемию COVID-19 в Альберте. Карпей был членом правящей Объединенной консервативной партии Альберты (UCP) и сторонником премьер-министра Кенни.
В декабре 2020 года Джон Карпей и юрист JCCF Джеймс Китчен подали иск против правительства провинции Альберта, утверждая, что ограничения общественного здравоохранения от 24 ноября 2020 года «нарушают конституционные права жителей Альберты». Китчен представлял в иске Джеймса Коутса, пастора церкви GraceLife недалеко от Эдмонтона, Альберта. С момента своего ареста 17 февраля 2021 года КККП Коутс оставался в тюрьме за отказ соблюдать закон об общественном здравоохранении Альберты, принятый в 2020 году в ответ на COVID-19. Коутс отказался ограничить посещаемость на уровне 15 % и не выполнил требования по ношению масок и физическому дистанцированию прихожан в своей церкви GraceLife. Сторонники COVID-19 выступали с пикетами в поддержку Коутса.

### Наблюдение за членами судебных органов
В июле 2021 года основатель JCCF Джон Карпей нанял частного детектива, который следил за главным судьей Манитобы Гленном Джоялом, чтобы поймать его на нарушении правил COVID-19. JCCF стремился унизить его, пока он председательствовал на конституционном оспаривании JCCF Закона об общественном здравоохранении (Манитоба). 8 июля судью Джояла преследовала машина после того, как он покинул здание суда; судья также заметил, что частный сыщик преследовал его до его частной резиденции и попросил подростка позвонить в дверь, чтобы подтвердить, что он там живёт. Полицейская служба Виннипега и подразделение внутренней безопасности и разведки правительства Манитобы расследовали этот инцидент. Согласно National Post, судья заявил, что следователь был нанят «с явной целью собрать такие сведения, которые… могли потенциально оказаться порочащими… относительно соблюдения мной ограничений общественного здравоохранения, связанных с COVID…». Вскоре после этого против Карпея были поданы жалобы за неправомерное поведение в различные ассоциации адвокатов, в связи с чем он ушел в бессрочный отпуск со своего поста. Затем, по сообщениям CBC, правление JCCF заявило, что «будет назначен временный президент и что в организации будет проведена критическая оценка методов и принятия решений».